# Barrera hematoencefálica
La barrera hematoencefálica (BHE) es una barrera de permeabilidad altamente selectiva que separa la sangre que circula del fluido extracelular cerebral en el sistema nervioso central (SNC). La barrera hematoencefálica está formada por células cerebrales endoteliales que están conectadas por uniones estrechas con una resistividad eléctrica muy baja, de al menos 0.1 Ω⋅m.
Esta barrera permite el paso del agua, algunos gases y de moléculas solubles en lípidos por medio de difusión pasiva, así como el transporte selectivo de moléculas tales como glucosa y aminoácidos que son cruciales para la función neuronal. Por otra parte, la barrera hematoencefálica puede impedir la entrada de lipofílicos, neurotoxinas potenciales, por medio de un mecanismo de transporte activo mediado por la glicoproteína P. Los astrocitos son esenciales en la creación de esta barrera. Un pequeño número de regiones en el cerebro, incluyendo los órganos circuventriculares, no tienen barrera hematoencefálica.
La barrera hematoencefálica se produce a lo largo de todos los capilares y se compone de uniones estrechas alrededor de los capilares que no existen en la circulación normal. Las células endoteliales restringen la difusión de objetos microscópicos (por ejemplo, bacterias) y moléculas grandes o hidrófilos en el líquido cefalorraquídeo (LCR); al mismo tiempo, permiten la difusión de pequeñas moléculas o hidrófobos (O2, CO2, hormonas). Las células de la barrera transportan activamente productos metabólicos tales como la glucosa a través de la barrera con proteínas específicas.

## Historia
Paul Ehrlich era un bacteriólogo que estudió la tinción, un procedimiento que se utiliza en estudios microscópicos usando productos químicos para hacer visibles estructuras biológicas finas. Ehrlich inyectó algunos de estos colorantes (en particular los tintes de anilina), observó que el colorante teñía todos los órganos de animales a excepción de sus cerebros. En ese momento, Ehrlich atribuyó esta falta en la tinción a que el cerebro simplemente no recopilaba la cantidad suficiente de tinte.

Sin embargo, en un experimento posterior en 1913, Edwin Goldmann (uno de los estudiantes de Ehrlich) inyectó directamente el colorante en los fluidos cerebro-espinal de los cerebros de los animales. Encontró que en este caso el cerebro se tiñó, pero el resto del cuerpo no. Esto demostró claramente la existencia de algún tipo de compartimiento entre los dos. En ese momento, se pensó que los mismos vasos sanguíneos eran los responsables de la barrera, ya que obviamente no se pudo encontrar la membrana.
El concepto de la BHE fue propuesto por un médico de Berlín, Lewandowsky, en 1900. El nombre de «barrera hematoencefálica» fue propuesto por la investigadora Lina Stern el 21 de abril de 1921. Stern la estudió entre los años 20 y 40 para luchar contra la meningitis tuberculosa y los traumatismos neurológicos, y fue el concepto de barrera lo que la llevó a innovar en el tratamiento de diversas condiciones patológicas mediante la punción suboccipital.
No fue sino hasta la introducción del microscopio electrónico de barrido en la década de 1960 que la membrana fue observada y comprobada como tal.

## Estructura histológica

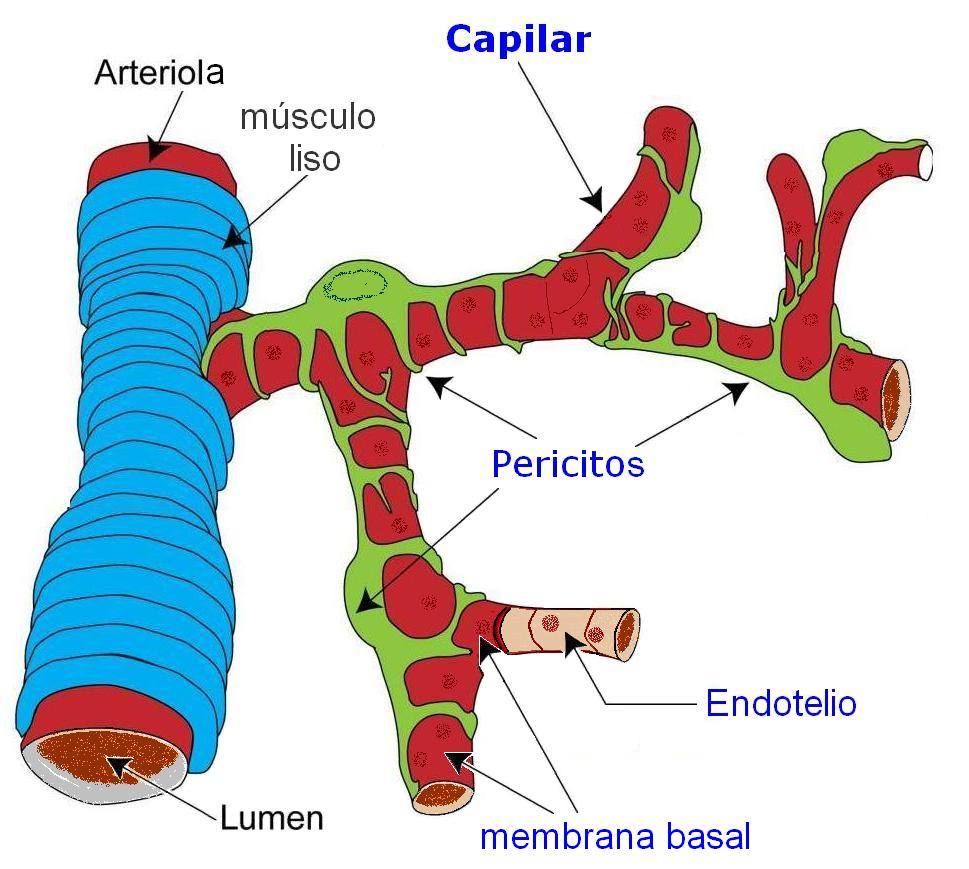
Estructura periendotelial.

La barrera hematoencefálica es una estructura microvascular compleja, formada por células endoteliales, por los pericitos, la lámina basal abluminal, los astrocitos perivasculares y la microglía.

### Endotelio
Las células endoteliales están altamente especializadas y caracterizadas por menor actividad de pinocitosis, ausencia de fenestraciones y con una expresión característica de receptores del transporte trans membrana.

En los capilares cerebrales, cada célula endotelial está íntimamente unida a las células adyacentes, lo que hace impermeable la pared interna del capilar. El sellado del endotelio se asocia principalmente a tres proteínas: la claudina, la ocludina y moléculas de adhesión celular, además de presentar otras proteínas citoplasmáticas accesorias que las anclan, tales como ZO1, ZO2, ZO3 y cingulina. La actina también participa. Las claudinas 1 y 5 junto con la ocludina forman la BHE.
La ocludina es una fosfoproteína. Las moléculas de adhesión de la unión son inmunoglobulinas.

### Peri endotelio

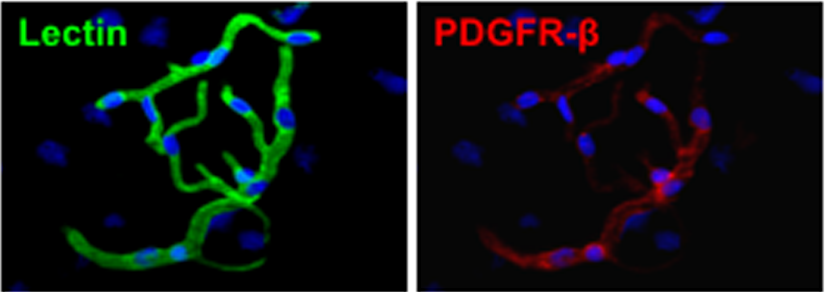
Imagen izquierda: Endoteliocitos en verde. Imagen derecha: sólo pericitos en rojo, envolviendo por fuera a las células endoteliales.

La barrera hematoencefálica está compuesta de células de alta densidad que restringen el paso de sustancias del torrente sanguíneo mucho más de lo que lo hacen las células endoteliales capilares en otras partes del cuerpo.

#### Pericitos

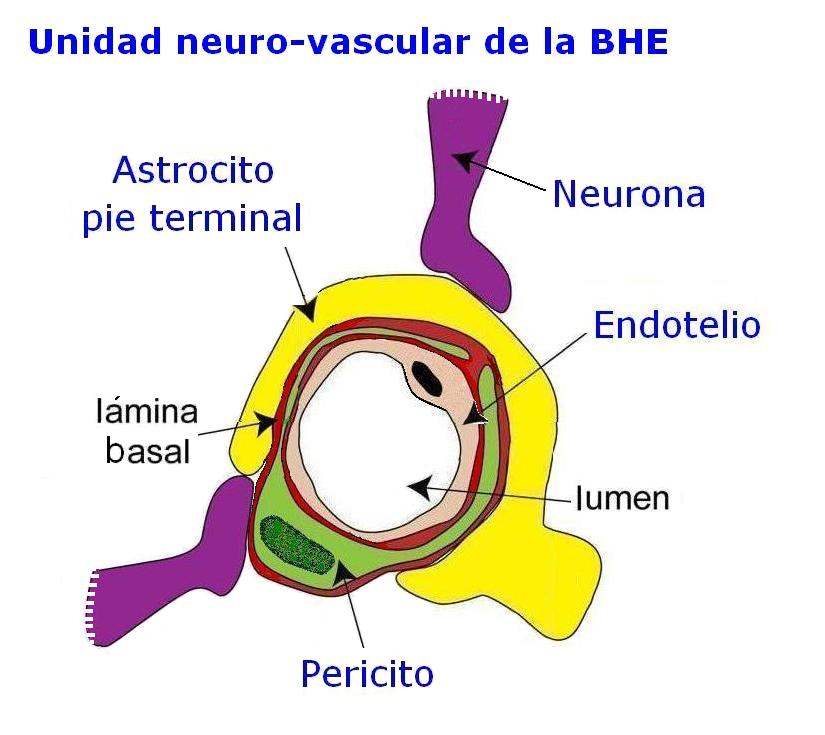
Unidad neuro-vascular.

Son células murales, contráctiles que se envuelven alrededor de las células endoteliales de los capilares en todo el cuerpo. Los pericitos se incrustan en la membrana basal, donde se comunican con las células endoteliales de los vasos más pequeños por medio de contacto físico directo y de señalización paracrina.
Los capilares en el cerebro están envueltos por pericitos, que son las células contráctiles que pueden responder a la actividad neuronal y controlan el flujo sanguíneo en un nivel más local que las arteriolas.

#### Astrocitos
Los pies de astrocito (también conocidos como «limitans glia») rodean las células endoteliales de la BHE, proporcionando apoyo bioquímico a estas células.
Numerosos pies terminales de astrocitos rodean más del 90 % de la superficie de células endoteliales del cerebro y junto con pericitos, células de microglía, y terminaciones neuronales, forman la unidad neurovascular.
La BHE se diferencia de la barrera sangre-líquido cefalorraquídeo, que es una función de las células de la coroides del plexo coroide y de la barrera sangre-retina.
Hay varias áreas del cerebro humano no protegidas por la BHE. Algunos ejemplos de estos son los órganos circunventriculares, el techo del tercer y cuarto ventrículo, el techo del diencéfalo y la glándula pineal. La glándula pineal segrega la hormona melatonina directamente en la circulación sistémica, por tanto, la melatonina no se ve afectada por la barrera hematoencefálica.

### Desarrollo
Originalmente, los experimentos en la década de 1920 parecían mostrar que la barrera hematoencefálica era inmadura en los recién nacidos. La razón de este error fue una falla en la metodología (la presión osmótica era demasiado alta y los delicados vasos capilares embrionarios sufrieron daños parciales). Se informó que con una concentración plasmática elevada en el recién nacido, sustancias naturales tales como la albúmina, α-1-fetoproteína o la transferrina no pudieron ser detectadas fuera de las células en el cerebro. El transportador de la glicoproteína P ya existe en el endotelio embrionario.

## Función
La barrera hematoencefálica actúa de manera eficaz al proteger al cerebro de la mayoría de los patógenos. Por lo tanto, las infecciones del cerebro son muy raras, graves y difíciles de tratar. Los anticuerpos son demasiado grandes para cruzar la BHE, y sólo ciertos antibióticos son capaces de traspasarla. En algunos casos, un fármaco tiene que ser administrado directamente en el líquido cefalorraquídeo (CSF), para que así pueda entrar en el cerebro mediante el cruce de la barrera sangre-líquido cefalorraquídeo. Sin embargo, no todos los medicamentos que se entregan directamente en el LCR pueden penetrar eficazmente la barrera CSF y entrar al cerebro.
La barrera hematoencefálica es más permeable durante la inflamación. Esto permite a algunos antibióticos y fagocitos moverse a través de la barrera hematoencefálica. Sin embargo, esto también permite que las bacterias y los virus puedan infiltrarse. La otra vía más común que emplean los pocos virus capaces de infectar el SNC es comenzar como una infección viral periférica que logra infectar una terminación nerviosa, como las terminaciones nerviosas de la mucosa olfativa, para a continuación ascender hasta el encéfalo por el nervio olfativo.
También hay algunos venenos bioquímicos que se componen de moléculas grandes que no pueden pasar a través de la barrera hematoencefálica. Esto fue especialmente importante en tiempos primitivos, cuando la gente a menudo comía alimentos contaminados. Neurotoxinas tales como botulinia en los alimentos pueden afectar a los nervios periféricos, pero la barrera hematoencefálica a menudo evita que este tipo de toxinas lleguen al sistema nervioso central donde pueden causar daños graves o fatales.

## Importancia clínica

### Fármaco objetivo
La barrera hematoencefálica está formada por endotelio capilar cerebral y excluye del cerebro ~ 100 % de grandes moléculas neuroterapeuticas y más del 98 % de todos los fármacos de moléculas pequeñas. El superar la dificultad de la administración de agentes terapéuticos a regiones específicas del cerebro presenta un reto importante para el tratamiento de la mayoría de los trastornos cerebrales. En su papel neuroprotector, las funciones de la barrera hematoencefálica obstaculizan el suministro de muchos agentes de diagnóstico y terapéuticos potencialmente importantes para el cerebro. Moléculas y anticuerpos terapéuticos que de otro modo podrían ser eficaces en el diagnóstico y terapia no atraviesan la barrera hematoencefálica en cantidades adecuadas.
Mecanismos de focalización de fármacos en el cerebro implican ya sea ir «hacia» o «detrás» de la BHE. Modalidades para la administración de fármacos en ciertas dosis a través de la BHE implican su traspaso por medio osmótico; bioquímicamente por el uso de sustancias vasoactivas tales como la bradiquinina; o incluso por la exposición localizada de ultrasonido focalizado de alta intensidad (HIFU).
Otros métodos utilizados para atravesar la BHE implican el uso de sistemas de transporte endógenos, incluyendo transportadores portadores tales como los portadores de glucosa y aminoácidos; mediados por el receptor de transcitosis para insulina o transferrina; y el bloqueo de transportadores de salida activos, tales como la glicoproteína P. Sin embargo, los vectores de orientación de transportadores de BHE, tales como el receptor de la transferrina, se ha encontrado que permanecen atrapados en las células endoteliales de los capilares del cerebro, en vez de ser transportado a través de la BHE en el parénquima cerebral. Los métodos para la administración de fármacos detrás de la BHE incluyen la implantación intracerebral (por ejemplo, con agujas) y la distribución potenciada por convección. 

### Péptidos
Los péptidos son capaces de cruzar la barrera hematoencefálica a través de diversos mecanismos, lo que ha permitido la apertura de nuevas vías de diagnóstico y terapias. Sin embargo, sus datos de transporte a la BHE se encuentran dispersos en la literatura en diferentes tipos de disciplinas, utilizando metodologías diversas e informes de distintos aspectos de afluencia o salida. Por lo tanto, una base de datos integral de péptidos BHE (Brainpeps) fue construida para recopilar los datos de BHE disponibles en la literatura. La base de datos es una herramienta útil para priorizar las opciones de los péptidos para evaluar diferentes respuestas de BHE o estudiar de manera cuantitativa y estructural las propiedades de las relaciones de péptidos. Debido a que una multitud de métodos se han utilizado para evaluar el comportamiento de los compuestos de la BHE, se han clasificado estos métodos y sus respuestas. Por otra parte, las relaciones entre los diferentes métodos de transporte de BHE se han aclarado y visualizado.

## Enfermedades

### Meningitis
La meningitis es una inflamación de las membranas que rodean el cerebro y la médula espinal (estas membranas son conocidas como meninges). La meningitis es causada por infecciones por varios patógenos, los ejemplos son Streptococcus pneumoniae y Haemophilus influenzae. Cuando se inflaman las meninges, la barrera hematoencefálica puede ser fracturada. Esta fractura puede aumentar la penetración de varias sustancias (incluyendo cualquier tipo toxina o antibiótico) al cerebro. Los antibióticos que se utilizan para tratar la meningitis pueden agravar la respuesta inflamatoria del sistema nervioso central mediante la liberación de neurotoxinas de las paredes celulares de las bacterias como los lipopolisacáridos (LPS). Dependiendo del patógeno causal, ya sea bacterias, hongos o protozoos se suscribe un tratamiento ya sea de la tercera generación o cuarta generación de cefalosporina oral o de anfotericina B.

### Absceso cerebral
Un absceso cerebral al igual que otros abscesos es causado por la inflamación, recolección de células linfáticas y material infeccioso que se originan a partir de una infección local o remota. El absceso cerebral es una enfermedad poco frecuente y potencialmente mortal. Las fuentes locales pueden incluir infecciones del oído, la cavidad bucal, dientes, los senos paranasales, o un absceso epidural. Las fuentes remotas incluyen infecciones en el pulmón, el corazón o el riñón. Un absceso cerebral también puede ser causado por un trauma en la cabeza o por la complicación de una cirugía. En los niños los abscesos cerebrales suelen estar vinculados a una enfermedad cardíaca congénita. En la mayoría de los casos se requiere una terapia antibacteriana de 8-12 semanas.

### Epilepsia
La epilepsia es una enfermedad neurológica común que se caracteriza por convulsiones recurrentes y en ocasiones intratables. Varios datos clínicos y experimentales han implicado el fracaso de la función de barrera hematoencefálica en el desencadenamiento de las convulsiones crónicas o agudas. Algunos estudios relacionan a esto la interacción entre una proteína común de la sangre (albúmina) y los astrocitos. Estos hallazgos sugieren que las convulsiones son una consecuencia previsible de la fractura de la BHE ya sea por mecanismos artificiales o inflamatorios. Además, la expresión de moléculas resistentes a fármacos y transportadores en la BHE son un mecanismo importante en la resistencia a los comúnmente usados fármacos antiepilépticos.

### Esclerosis múltiple
La esclerosis múltiple (MS) se considera un trastorno autoinmune y neurodegenerativo en el cual el sistema inmune ataca a la mielina que protege y aísla eléctricamente las neuronas de los sistemas nerviosos central y periférico. Normalmente, el sistema nervioso de una persona sería inaccesible para las células blancas de la sangre debido a la barrera hematoencefálica. Sin embargo, la resonancia magnética ha demostrado que cuando una persona está pasando por un ataque MS, la barrera sangre-cerebro ha sido desglosada en una sección del cerebro o médula espinal, lo que permite a los glóbulos blancos denominados linfocitos T que se crucen y ataquen la mielina. En ocasiones se ha sugerido que en lugar de ser una enfermedad del sistema inmune, la MS es más una enfermedad de la barrera hematoencefálica. El debilitamiento de la barrera hematoencefálica puede ser el resultado de una alteración en las células endoteliales en el interior de los vasos sanguíneos, debido a que la producción de la glicoproteína P no está funcionando de manera correcta.

### Neuromielitis óptica
La neuromielitis óptica también conocida como la enfermedad de Devic, es similar a la esclerosis múltiple y a menudo se confunde. Entre otras diferencias se ha identificado un objetivo diferente de la respuesta autoinmune. Los pacientes con neuromielitis óptica tienen altos niveles de anticuerpos contra una proteína llamada acuaporina 4 (un componente de los procesos de los pies de astrocitos en la barrera hematoencefálica).

### Enfermedad de Vivo
La enfermedad de Vivo (también conocido como síndrome de deficiencia de GLUT1) es una enfermedad rara causada por el transporte inadecuado de la glucosa a través de la barrera hematoencefálica, dando lugar a retrasos en el desarrollo y otros problemas neurológicos. Los defectos genéticos en el transportador de glucosa tipo 1 (GLUT1) parecen ser la causa primaria de la enfermedad De Vivo.

### Encefalitis por VIH
Se cree que el virus VIH latente, puede cruzar la barrera hematoencefálica dentro de monocitos circulantes en el torrente sanguíneo («teoría caballo de Troya») dentro de los primeros 14 días de la infección. Una vez dentro, estos monocitos se activan y se transforman en macrófagos. Los macrófagos activados liberan viriones en el tejido cerebral en la proximidad de los microvasos cerebrales. Estas partículas virales probablemente atraen la atención de la microglía centinela del cerebro y los macrófagos perivasculares inician una cascada inflamatoria que puede causar una señalización intracelular en las células endoteliales microvasculares del cerebro y así dañar la integridad funcional y estructural de la BHE.

### Inflamación sistémica
La inflamación en el cuerpo puede dar lugar a efectos en el cerebro a través de la barrera hematoencefálica (BHE). Durante la inflamación sistémica ya sea en forma de infección o inflamación estéril, la BHE puede sufrir cambios que pueden ser perjudiciales o no disruptivos. Tales cambios pueden ser parte de una respuesta del huésped a la inflamación sistemática o pueden conducir a consecuencias perjudiciales en el sistema nervioso central. Estos cambios en la BHE probablemente juegan un papel en la generación de los comportamientos de la enfermedad durante la infección sistemática (es la razón del por qué nos sentimos «mal» cuando tenemos una infección).

### Trastornos neurológicos relacionados con el gluten
Los trastornos neurológicos relacionados con el gluten, denominados por algunos autores como «neurogluten», son diversas enfermedades neurológicas causadas por el consumo de gluten (proteínas presentes en el trigo, cebada, centeno y avena) que afectan a algún órgano o tejido del sistema nervioso. Estos trastornos pueden desarrollarse independientemente de síntomas digestivos o de lesión intestinal, es decir, tanto en celíacos como en no celíacos. Según el neurólogo Marios Hadjivassiliou, pionero a nivel mundial en el estudio de los trastornos neurológicos relacionados con el gluten, «Que la sensibilidad al gluten sea considerada principalmente una enfermedad del intestino delgado es un error histórico (…) puede ser principalmente, y a veces exclusivamente, una enfermedad neurológica».
El gluten es capaz de atravesar tanto la barrera intestinal como la barrera hematoencefálica, tal como se ha demostrado en estudios en roedores y por la presencia de anticuerpos antitransglutaminasa 6 en el cerebelo de personas con ataxia por gluten. Se trata de anticuerpos anticerebro (que atacan y dañan el cerebro) y son dependientes del consumo de gluten.
Actualmente, un creciente número de trastornos neurológicos o psiquiátricos se está relacionando en algunos casos con el consumo de gluten, entre los cuales cabe destacar la ataxia por gluten, la neuropatía periférica, la epilepsia, la esclerosis múltiple, la demencia, el Alzheimer, parkinsonismos, la esquizofrenia, el autismo, la hiperactividad, el trastorno obsesivo-compulsivo, las alucinaciones, que algunos autores han denominado «psicosis por gluten», la parálisis cerebral y diversos trastornos neuromusculares que provocan movimientos involuntarios, pérdida de fuerza, atrofia, parálisis o alteraciones sensoriales.

## Otras lecturas
- Interlandi, Jeneen (2013). «"Messing With" the Blood-Brain Barrier May Be Key to Treating a Host of Diseases». Scientific American 2013 (June). Consultado el 6 de junio de 2013.
- Shityakov, S., Salvador, E., Förster, C. In silico, in vitro, and in vivo methods to analyse drug permeation across the blood–brain barrier: A critical review. OA Anaesthetics 2013, 1(2):13.
- Derricott, Caitlin (2015). «Using water–solvent systems to estimate in vivo blood–tissue partition coefficients». Chemistry Central 9 (58). Archivado desde el original el 13 de abril de 2016. Consultado el 16 de octubre de 2015.